# Yuliya Galysheva
Yuliya Evgenieva Galysheva (en russe : Юлия Евгеньевна Галышева), née le 23 octobre 1992 à Öskemen, est une skieuse acrobatique kazakhe spécialiste des bosses.

## Carrière
Après des débuts internationaux en 2006, elle prend son premier départ en Coupe du monde en décembre 2008 à Méribel où elle se classe dix-neuvième et participe en 2010 à ses premiers Jeux olympiques à Vancouver, prenant la onzième place aux bosses. Lors de la saison 2010-2011, Galysheva s'impose sur la manche de Coupe du monde de Méribel et devient championne du monde juniors aux bosses à Valmalenco en Italie.
En 2014, elle termine septième de l'épreuve des bosses aux Jeux olympiques de Sotchi et gagne sa deuxième manche de Coupe du monde à Ruka en fin d'année. En 2015, elle gagne la médaille de bronze des bosses en parallèle aux Championnats du monde. Aux Jeux olympiques d'hiver de 2018, elle est médaillée de bronze.
En 2019, elle remporte le titre de championne du monde des bosses à Park City (États-Unis), puis termine 2e derrière Perrine Laffont aux Mondiaux 2021 à Almaty

## Palmarès

### Jeux olympiques d'hiver
| Épreuve / Édition   | Bosses |
| JO 2010 Vancouver   | 11e    |
| JO 2014 Sotchi      | 7e     |
| JO 2018 Pyeongchang | Bronze |

### Championnats du monde
| Épreuve / Édition                  | Bosses | Bosses en parallèles |
| Mondiaux 2007 Madonna di Campiglio | 22e    | 21e                  |
| Mondiaux 2009 Inawashiro           | 11e    | 17e                  |
| Mondiaux 2013 Voss-Myrkdalen       | 17e    | 17e                  |
| Mondiaux 2015 Kreischberg          | 5e     | Bronze               |
| Mondiaux 2017 Sierra Nevada        | 7e     | Argent               |
| Mondiaux 2019 Park City            | Or     |                      |
| Mondiaux 2021 Almaty               | Argent |                      |

### Coupe du monde
- Meilleur classement général : 23e en 2016.
- Meilleur classement en bosses : 4e en 2016.
- 22 podiums dont 5 victoires.